# Ptolemaios VI Filometor

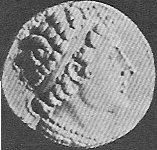
Ptolemaios VI Filometor.

Ptolemaios VI Filometor ("den modersälskande") var kung i det ptolemeiska riket mellan 180 och 144 f.Kr. Han var son till Ptolemaios V Epifanes och Kleopatra I, gift med Kleopatra II.
Ptolemaios Filometor tillträdde som sexårigt barn regeringen under förmyndarskap av sin mor. Förjagad av sin bror, vilken han antagit till medregent, sökte han hjälp hos romarna och återinsattes av dem i sitt välde. 
Under hans regering hade Egypten ett farligt krig mot Antiochos IV i Syrien om Palestina, där han tillfångatogs av syrierna. Sedan han blivit fri, tog han sin yngre bror Ptolemaios VII Euergetes till medregent, men stridigheter utbröt mellan bröderna, vilket lämnade Rom tillfälle att blanda sig i Egyptens angelägenheter. Ptolemaios Filometor blev i ett krig med Syrien dödligt sårad i en batalj nära Antiochia. 
Kanske var han en av de bästa av ptolemaierna; han var god, tapper och förståndig, men även något trög, och ibland hänsynslös. Han var även författare och gav en allt annat än smickrad karakteristik av sig själv. Cypern och Cyrenaika förvärvades av honom. 
Han efterträddes av sin son och medregent Ptolemaios VIII.